# Your Love Is Forever
Your Love Is Forever è una canzone del cantautore britannico George Harrison del suo eponimo album del 1979.

## La canzone

### Storia, composizione e registrazione
Nel 1976, George Harrison pubblicò il suo primo album per la sua nuova etichetta personale, la Dark Horse Records; l'LP, Thirty-Three & 1/3, riscosse un buon successo, ma ciò nonostante passarono poco meno di tre anni prima di un nuovo album per il chitarrista, pubblicato nel febbraio 1979.
Alla fine degli Anni Settanta, il musicista era particolarmente stanco del business musicale, per cui aveva avuto altre occupazioni. Nel 1978 aveva sposato Olivia Arias, che gli diede, lo stesso anno, un bambino, Dhani Harrison, aveva seguito il Gran Premio di Formula 1 in giro per il mondo, ed inoltre era andato nelle Hawaii tra la fine 1977 e l'inizio dell'anno seguente. Il secondo matrimonio, la nascita del figlio e la velocità furono i temi conduttori del nuovo LP, in cui sono contenute varie canzoni d'amore per la Arias, Soft Touch, dedicata al bambino, ed il singolo Faster, che inizia con i suoni di macchine da corsa in partenza. Your Love Is Forever è tra quelle dedicate alla nuova moglie.
Your Love Is Forever è una ballata, sullo stesso stile di Something, pubblicata dai Beatles sul finire degli Anni Sessanta. Le parti di chitarra, che comprendono anche un breve assolo, sembrano dimostrare la sincerità del pezzo; anche le sobrie parti di batteria, ad opera di Andy Newmark, sono prominenti nel mixaggio.
La canzone venne registrato al F.P.S.H.O.T., lo studio di registrazione privato dell'ex-beatle, collocato in un'ala del suo castello ad Henley-on-Thames. Oltre ad Harrison ed al sopraccitato Newmark, non è noto esattamente chi partecipò all'incisione del brano, ma la più probabile line up comprende anche Willie Weeks, che aveva collaborato con George anche su 33 & 1/3, al basso, Neil Larsen e/o Stevie Winwood alle tastiere e Ray Cooper e/o Emil Richards alle percussioni.

### Pubblicazione ed accoglienza
L'album George Harrison venne pubblicato il 14 febbraio 1979 negli USA e due giorni dopo nel Regno Unito. Non ricevette una particolare accoglienza né critica né commerciale, tanto che per poco entrò nella Top 40 britannica, probabilmente a causa della forte presenza di brani a ritmo moderato. Poco dopo, la carriera del musicista fece una pessima svolta, con la pubblicazione, nei primi Anni Ottanta, di due LP, Somewhere in England (1981) e Gone Troppo (1982), due flop dal punto di vista dei recensori, ed, almeno nel secondo caso, anche per le vendite.
Nell'LP, Your Love Is Forever è la terza traccia del lato B, e l'ottava in toto. È posta tra Dark Sweet Lady e Soft Touch, dedicate rispettivamente ad Olivia ed a Dhani. Secondo Linsday Planer, critica del sito AllMusic, la "canzone-lamento" dimostra la maturità del cantautore rispetto ai primi tentativi di composizione, ed è stata abbinata con Something, essendo entrambe state dedicate alla signora Harrison del periodo. La traccia è stata rimasterizzata su CD nel 2004 assieme a tutto l'album, incluso nel box-set The Dark Horse Years 1976-1992.